# Charles Gordon-Lennox, VIII duca di Richmond
Charles Gordon-Lennox, VIII duca di Lennox, Richmond e Aubigny e III duca di Gordon (Londra, 30 dicembre 1870 – Chichester, 7 maggio 1935), è stato un nobile, militare e politico britannico.

## Biografia

### Infanzia

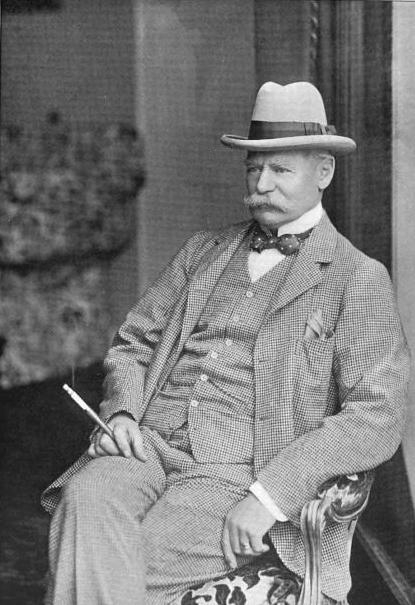
Charles Gordon-Lennox, VII duca di Richmond

Charles Gordon-Lennox era figlio di Charles Gordon-Lennox, VII duca di Richmond e della sua prima moglie, Amy Mary Ricardo (1849–1879), figlia di Percy Ricardo, di Bramley Park e di Mathilde Hensley.

### Matrimonio

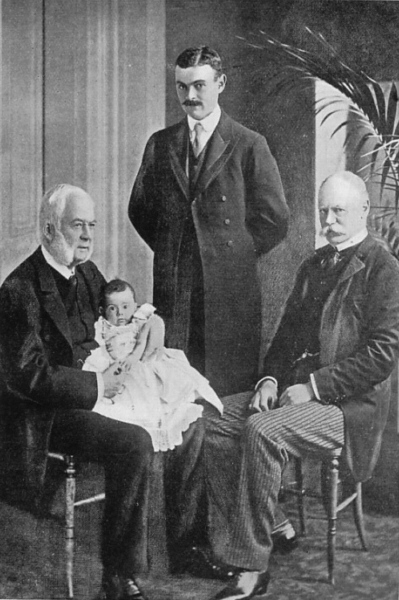
Quattro generazioni di Duchi di Richmond

L'8 giugno 1893 sposò Hilda Madeline Brassey (1872 – 29 dicembre 1971); la coppia ebbe cinque figli.

### Ascesa al ducato

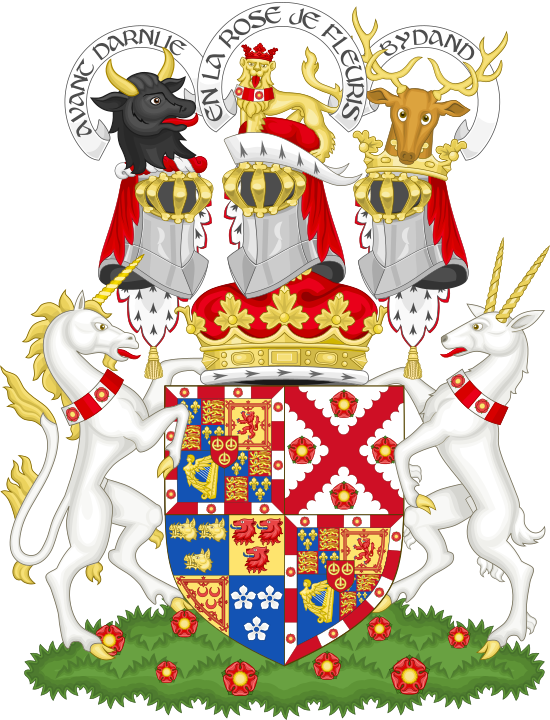
Stemma dei Duchi di Richmond, Lennox e Gordon

Egli divenne Duca di Richmond, Lennox e Gordon dopo la morte di suo padre nel 1928 e mantenne questo titolo per soli sette anni. Precedentemente egli era noto come Conte di March.

### Carriera militare
Fu promosso capitano mentre era al servizio del 3 ° battaglione (Milizia), Royal Sussex Regiment. Nel dicembre del 1899 fu distaccato come ufficiale, e nominato un aiutante di campo per Lord Roberts, comandante in capo delle forze in Sudafrica durante la prima parte della Seconda guerra boera. Fu nominato tenente colonnello al comando del Sussex Yeomanry l'8 luglio 1914, poco prima dello scoppio della prima guerra mondiale.

### Morte

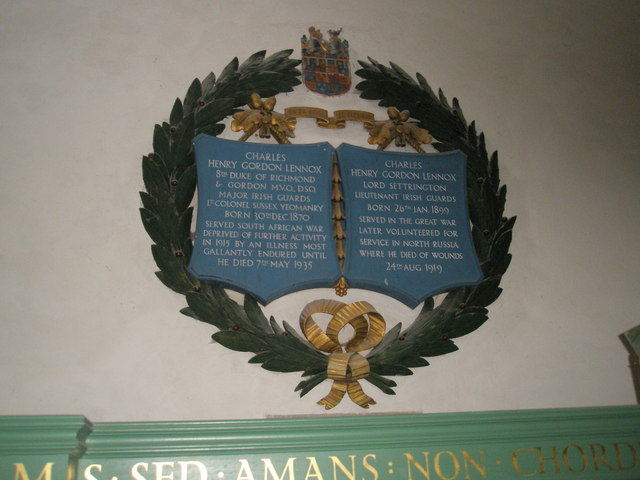
Memoriale del Duca e del figlio morto in guerra nella chiesa di Boxgrove

L'VIII Duca morì il 7 maggio 1935.

## Discendenza
Dal matrimonio tra Lord Charles e Hilda Madeline Brassey nacquero:
- Amy Gwendolin Gordon-Lennox (5 maggio 1894 – 27 aprile 1975)
- Charles Henry Gordon-Lennox (15 agosto 1895 – 5 settembre 1895)
- Doris Hilda Gordon-Lennox (6 settembre 1896 – 5 febbraio 1980)
- Charles Henry Gordon-Lennox, lord Settrington (26 gennaio 1899 – 24 agosto 1919 per delle ferite di guerra)
- Frederick Charles Gordon-Lennox, IX duca di Richmond, IX duca di Lennox, IV duca di Gordon (5 febbraio 1904 – 2 novembre 1989)

## Ascendenza
|                                                 |                     |                            | Genitori                                        |  |  | Nonni |  |  | Bisnonni                                     |  |  | Trisnonni                               |  |
|                                                 |                     |                            |                                                 |  |  |       |  |  | 8. Charles Gordon-Lennox, V duca di Richmond |  |  | 16. Charles Lennox, IV duca di Richmond |  |
|                                                 |                     |                            |                                                 |  |  |       |  |  | 8. Charles Gordon-Lennox, V duca di Richmond |  |  | 16. Charles Lennox, IV duca di Richmond |  |
|                                                 |                     | 17. Charlotte Gordon       |                                                 |  |  |       |  |  | 8. Charles Gordon-Lennox, V duca di Richmond |  |  |                                         |  |
| 4. Charles Gordon-Lennox, VI duca di Richmond   |                     |                            |                                                 |  |  |       |  |  | 8. Charles Gordon-Lennox, V duca di Richmond |  |  |                                         |  |
|                                                 |                     | 9. Caroline Paget          | 18. Henry William Paget, I marchese di Anglesey |  |  |       |  |  |                                              |  |  |                                         |  |
|                                                 |                     | 9. Caroline Paget          | 18. Henry William Paget, I marchese di Anglesey |  |  |       |  |  |                                              |  |  |                                         |  |
|                                                 |                     | 9. Caroline Paget          | 19. Caroline Villiers                           |  |  |       |  |  |                                              |  |  |                                         |  |
| 2. Charles Gordon-Lennox, VII duca di Richmond  |                     | 9. Caroline Paget          |                                                 |  |  |       |  |  |                                              |  |  |                                         |  |
|                                                 |                     | 10. Algernon Greville      | 20. Charles Greville                            |  |  |       |  |  |                                              |  |  |                                         |  |
|                                                 |                     | 10. Algernon Greville      | 20. Charles Greville                            |  |  |       |  |  |                                              |  |  |                                         |  |
|                                                 |                     | 10. Algernon Greville      | 21. Charlotte Cavendish-Bentinck                |  |  |       |  |  |                                              |  |  |                                         |  |
| 5. Frances Harriett Greville                    |                     | 10. Algernon Greville      |                                                 |  |  |       |  |  |                                              |  |  |                                         |  |
|                                                 |                     | 11. Charlotte Maria Cox    | 22. Richard Henry Cox                           |  |  |       |  |  |                                              |  |  |                                         |  |
|                                                 |                     | 11. Charlotte Maria Cox    | 22. Richard Henry Cox                           |  |  |       |  |  |                                              |  |  |                                         |  |
|                                                 |                     | 11. Charlotte Maria Cox    | 23. Charlotte Fitzhugh                          |  |  |       |  |  |                                              |  |  |                                         |  |
| 1. Charles Gordon-Lennox, VIII duca di Richmond |                     | 11. Charlotte Maria Cox    |                                                 |  |  |       |  |  |                                              |  |  |                                         |  |
|                                                 | 12. Raphael Ricardo | 24. Abraham Israel Ricardo |                                                 |  |  |       |  |  |                                              |  |  |                                         |  |
|                                                 | 12. Raphael Ricardo | 24. Abraham Israel Ricardo |                                                 |  |  |       |  |  |                                              |  |  |                                         |  |
|                                                 | 12. Raphael Ricardo | 25. Abigail Del Valle      |                                                 |  |  |       |  |  |                                              |  |  |                                         |  |
| 6. Percy Ricardo                                | 12. Raphael Ricardo |                            |                                                 |  |  |       |  |  |                                              |  |  |                                         |  |
|                                                 |                     | 13. Charlotte Lobb         | …                                               |  |  |       |  |  |                                              |  |  |                                         |  |
|                                                 |                     | 13. Charlotte Lobb         | …                                               |  |  |       |  |  |                                              |  |  |                                         |  |
|                                                 |                     | 13. Charlotte Lobb         | …                                               |  |  |       |  |  |                                              |  |  |                                         |  |
| 3. Amy Mary Ricardo                             |                     | 13. Charlotte Lobb         |                                                 |  |  |       |  |  |                                              |  |  |                                         |  |
|                                                 |                     | 14. John Isaac Hensley     | …                                               |  |  |       |  |  |                                              |  |  |                                         |  |
|                                                 |                     | 14. John Isaac Hensley     | …                                               |  |  |       |  |  |                                              |  |  |                                         |  |
|                                                 |                     | 14. John Isaac Hensley     | …                                               |  |  |       |  |  |                                              |  |  |                                         |  |
| 7. Matilda Mawdsley Hensley                     |                     | 14. John Isaac Hensley     |                                                 |  |  |       |  |  |                                              |  |  |                                         |  |
|                                                 |                     | 15. Mary Ann Wilson        | …                                               |  |  |       |  |  |                                              |  |  |                                         |  |
|                                                 |                     | 15. Mary Ann Wilson        | …                                               |  |  |       |  |  |                                              |  |  |                                         |  |
|                                                 |                     | 15. Mary Ann Wilson        | …                                               |  |  |       |  |  |                                              |  |  |                                         |  |
|                                                 |                     | 15. Mary Ann Wilson        |                                                 |  |  |       |  |  |                                              |  |  |                                         |  |